# Perales del Alfambra
Perales del Alfambra est une commune d’Espagne, dans la province de Teruel, communauté autonome d'Aragon comarque de Teruel.

## Histoire
La seigneurie ecclésiastique de Perales dite aussi de Perales de Suso est une ancienne possession de l'ordre du Saint rédempteur (es) incorporée à l'ordre du Temple en 1196.

## Démographie
En 2022, elle comptait 264 habitants sur une superficie de 104,24 km².